# Santa Justa Klan
Santa Justa Klan fue un grupo musical español surgido de la serie de televisión española Los Serrano. El grupo estaba formado por los miembros de la segunda generación de la familia Serrano: DVD, Boliche, Guille y Teté (interpretados por Adrián Rodríguez, Andrés de la Cruz, Víctor Elías y Natalia Sánchez, respectivamente).

## Discografía

### SJK
El 7 de marzo de 2005 se publicó el álbum debut, SJK, con once canciones inéditas. El disco alcanzó el número uno de las listas de ventas. La canción más popular fue «A toda mecha», que se hizo famosa a través de un capítulo de Los Serrano. El 2 de julio en Irún empezó el primer concierto de la primera gira musical de Santa Justa Klan, donde recorrerían toda España, hasta el 23 de septiembre en Leganés. En noviembre se lanza una reedición del álbum (CD + DVD) que incluye dos nuevas canciones y una remezcla. En total se vendieron más de ciento cuarenta mil copias en España obteniendo un disco de platino y siete mil copias en Finlandia, entre otros países. 

### D.P.M.
El 12 de junio de 2006 publicaron su segundo disco D.P.M. El 2 de agosto en Ibiza empezó la gira de presentación del álbum, pero finalmente el grupo se disolvió en 2007 debido al escaso éxito que tuvo este segundo disco.